# Gut Kappel
Gut Kappel (historisch: Gut Cappel, Haus Cappel, Meierei Cappel) ist ein landwirtschaftliches Gut in Bad Arolsen. Es befindet sich südlich der Kernstadt in der Gemarkung des Ortsteils Mengeringhausen, etwa 750 m östlich der Bundesstraße 252, und zwischen zwei Quellarmen des Kappelgrabens, der weiter südöstlich in die Twiste mündet und unweit südlich des Gutshofs zu einem Teich aufgestaut ist.

## Geschichte
1234 wurde eine Kapelle vor Ort genannt. Aus Kapelle wurde die Lagebezeichnung Cappela, später Cappel, heute Kappel. 1513 gehörte der Hof Cappel, der als frei von allen Beden, Forderungen und Zehnten bezeichnet wurde, dem Kloster Volkhardinghausen. 1537 war er als Lehen der Landgrafen von Hessen im Besitz von Werner von Winter. 1549 wurde Jost von Kalenberg von Kurköln mit dem Kirchlehen und Gütern zu Kappel belehnt. Von 1664 bis 1736 wurden mehrere Personen von den Landgrafen von Hessen-Kassel mit dem Gut belehnt, das in der Folge als Staatsgut Kappel weitergeführt wurde.
Im Fürstentum Waldeck war es ein landtagsfähiges Rittergut, dessen Besitzer als Landstand zur Teilnahme am Landtag berechtigt waren. Erst 1848 wurde diese Regelung abgeschafft. Die letzten beiden Landstände auf Cappel waren Christian Speirmann († 1825) und dann sein Neffe Carl Speirmann. 1840 bestand das Gut aus 170 Morgen gutem Ackerland, 30 Morgen Wiesen, 5 Morgen Gartenland, Wirtschafts- und Wohngebäuden sowie einem Brennereirecht.
Mit dem Übergang Waldecks an Preußen im Jahre 1929 ging das Eigentum an Gut Kappel an den Gemeindezweckverband Waldeck über. Es wurde ab 1941 als kreiseigener Domänenhof von der Familie Isenberg bewirtschaftet.

## Heutige Nutzung
Das Gut ist heute in Privatbesitz. Seit Anfang der 1980er wurde es schrittweise auf nachhaltigen biologischen Landbau und artgerechte Tierhaltung umgestellt, und seit 2014 wird dort biologisch-dynamische Landwirtschaft gemäß den Richtlinien des Bio-Anbauverbands „Demeter“ betrieben.

## Denkmalschutz
Das Gut Kappel steht als Gesamtanlage 001 der Stadt Bad Arolsen unter Denkmalschutz. Geschützt sind das Fachwerkwohnhaus und die Scheunen-, Stall- und Wirtschaftsgebäude.